# Філателія

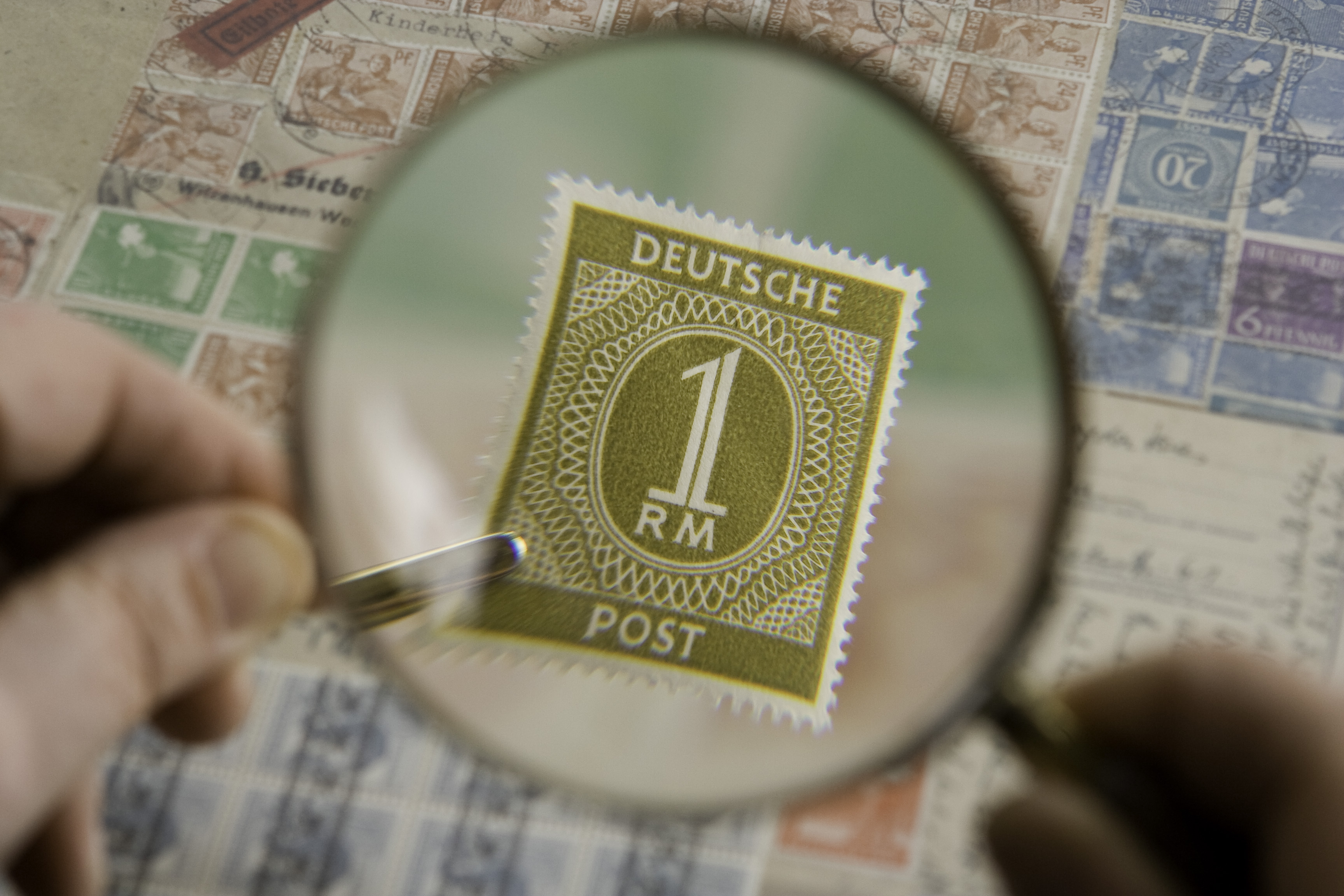
Розглядання марки за допомогою філателістичної лупи та пінцета.

Філателі́я — колекціонування й вивчення знаків поштової оплати, до яких належать марки, етикетки, ярлики, різноманітні провізорії, поштові штемпелі (календарні та спеціальні погашення), штампи, а також конверти, поштові картки і листівки з цими знаками — надрукованими (так звані цілісні речі) або наклеєними (так звані цілі речі), інші види поштової документації.

## Походження терміна

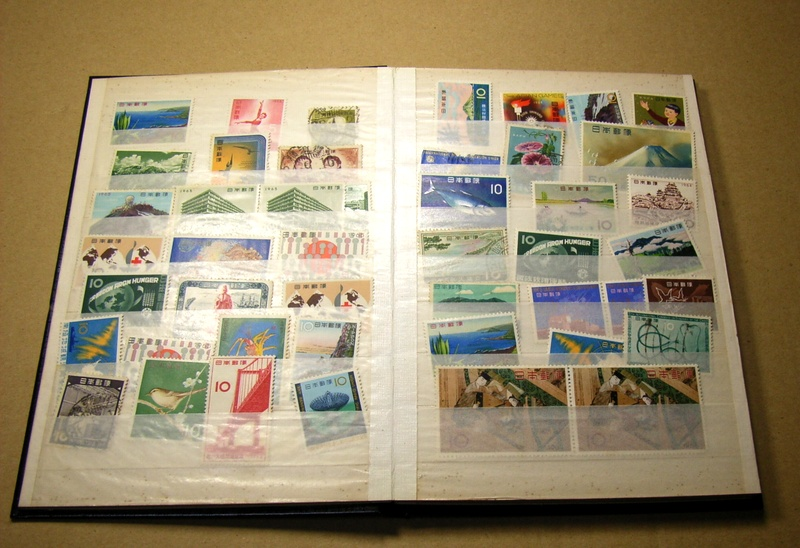
Колекція поштових марок Японії

Термін «філателія» створений від грец. «φιλέω» (люблю) і «ἀτέλεια» (звільнення від оплати) та означає замилування до поштових марок та інших знаків поштових оплат. У стародавній Греції на листах ставили особливу відмітку — телос («τέλος»), яка означала, що лист оплачений відправником і одержувачеві не потрібно нічого платити. Ця відмітка є ніби попередником сучасної поштової марки, що замінила грошову плату за пересилання листів. Таким чином, слово «філателіст» позначає той, що «любить знаки поштової оплати». Цікаво, що в Болгарії філателіста так і називають — марколюб (болг. марколюбител).
Щоправда, спочатку вживався термін «тембрологія» (фр. timbre — поштова марка). Коли зрозуміли, що так звані колекціонери поштових марок не стільки вивчають їх, скільки збирають для зовсім інших цілей, скажімо, обклеювання кімнат, нове захоплення охрестили «темброманією» («маркоманією»). Термін «філателія» ввів французький колекціонер Жорж Ерпен (Georges Herpin) у 1864 році. У статті, вміщеній у французькому щомісячному журналі «Колекціонер поштових марок», він писав, що термін «маркоманія» не відображує сенсу справи, і запропонував нове визначення — «філателія», в якому закладено все, що стосується знаків поштової оплати — конвертів, штемпелів, поштових документів.

## Об'єднання філателістів і виставки

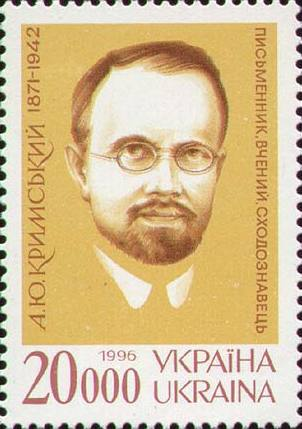
Український історик А. Ю. Кримський був відомим філателістом (марка України, 1996)

Оскільки одній особі вести з успіхом справу колекціонування складно, любителі почали об'єднуватися в товариства збирачів поштових марок, які створили в США (1868), Великій Британії («Philatelic Society», Лондон, 1869), Німеччині (1869), Франції («Société française de timbrologie», Париж, 1874), а потім і в інших країнах. Наприкінці XIX століття товариств філателістів нараховувалося понад 400, з яких більшість зосереджувалася в Німеччині та Сполучених Штатах Америки. Представники німецьких спільнот щорічно, починаючи з 1889 року, збиралися на з'їзди (Philatelistentage).
Влаштовували виставки знаків поштової оплати. Перша така виставка приватної колекції відбулася в 1852 році в Брюсселі. Потім експозиції влаштовували в Берліні (1870), Відні (1873 — перша міжнародна), Парижі (1878), Антверпені (1887 — міжнародна), Нью-Йорку (1889). У 1890 році на відзнаку 50-річчя існування поштової марки провели аж три таких заходи — у Відні, Магдебурзі й Лондоні.

## Філателісти й відомі колекції

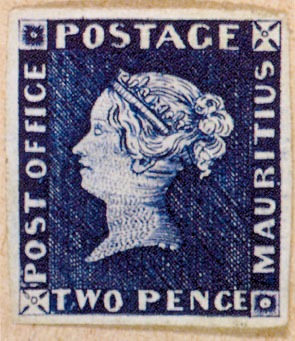
«Блакитний Маврикій», одна з найбільш рідкісних марок у світі, що належить королеві Великої Британії Єлизаветі II

У світі нараховується мільйони зареєстрованих філателістів, але збирачів, котрі не належать до жодних товариств, значно більше. Інтерес до колекціонування поштових марок виявляли російські літератори Чехов, Блок і Горький, академіки Бардін і Павлов, командир крейсера «Варяг» Руднєв, президент США Рузвельт, співак Карузо та багато інших відомих людей. Поштовими марками також цікавилися Маркс і Енгельс, а дочка Маркса Елеонора була затятою філателісткою.
Російський імператор Олександр III збирав марки, пакував і складав у коробочки, що зберігалися в письмовому столі. Іспанський король Альфонс XIII вклав у свою колекцію величезні кошти і, тікаючи з країни після революції 1931 року, прихопив її в кількох валізах. Філателістом був і єгипетський король Фарук, який після вигнання в 1952 році розпродував у Європі свої зібрання, де були не тільки сучасні експонати, а й фальшиві марки, за що був оштрафований.

## Колекції спеціальних галузей філателії
- повітряна пошта (літаком, вертолітна, ракетна, аеростатна, планерна, катапультна, голубина тощо);
- корабельна пошта;
- залізнична пошта;
- полярна пошта;
- підводна пошта;
- пневматична пошта;
- поштові штемпелі (зокрема, домаркового періоду, спеціальні, номерні тощо);
- штемпелі франкувальних машин (що позначають оплату і дату поштового відправлення);
- марки з фірмовими проколами;
- листи домаркового періоду;
- листи службової пошти;
- листи польової пошти та ін.

## Філателія у культурі

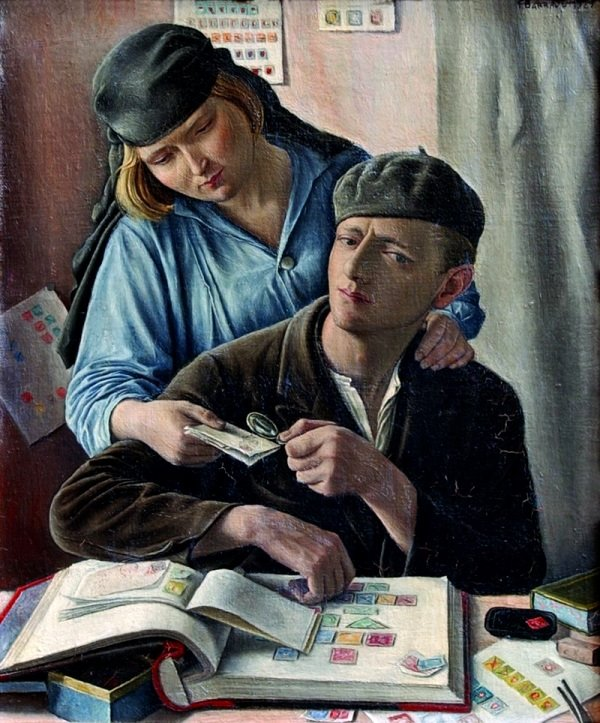
Картина Франсуа Барро «Філателіст», 1929

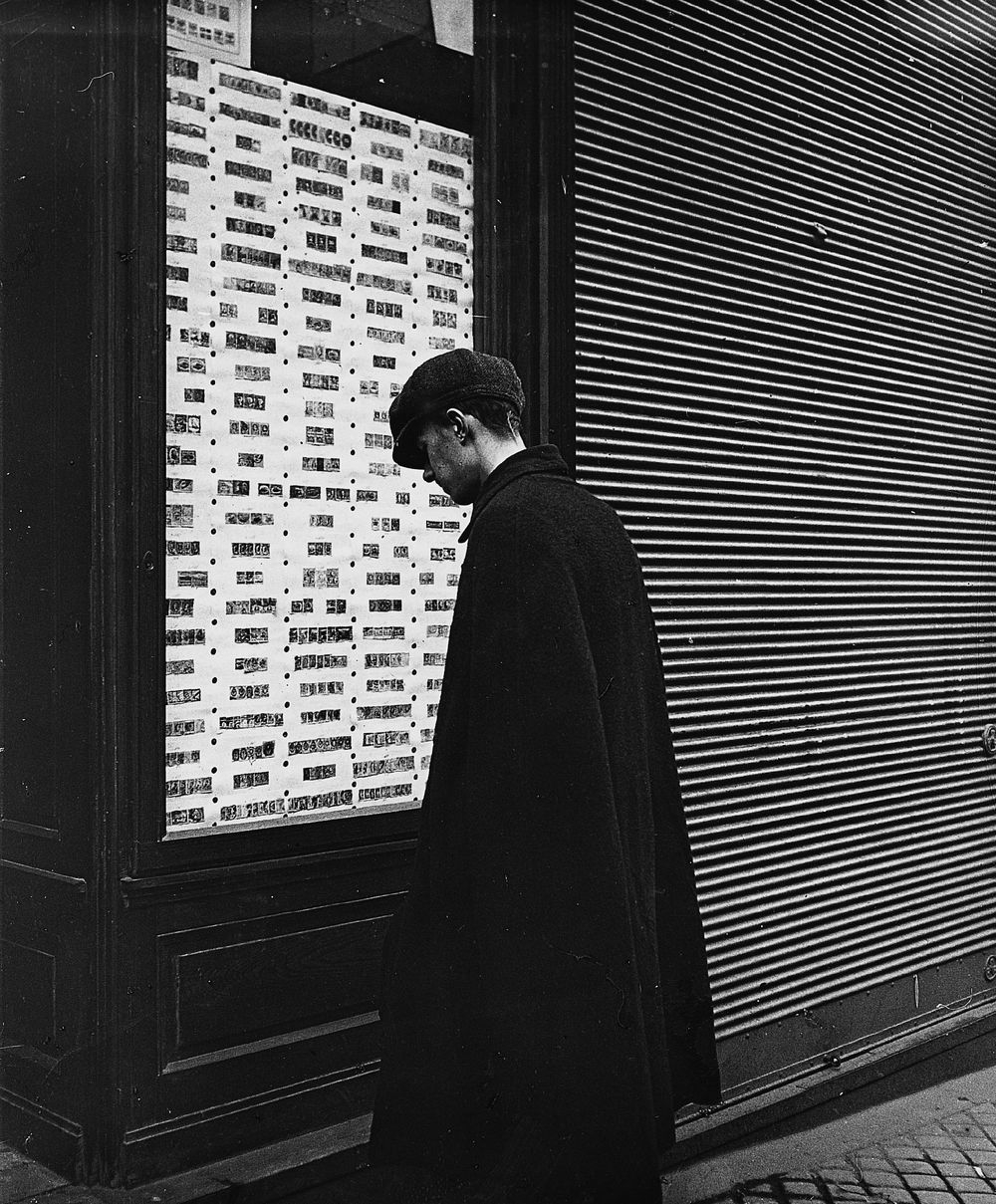
Художня фотографія Еміля Маєра, чоловік розглядає у вітрині колекційні марки виставлені на продаж, Відень, між 1905 та 1914.

Пошук та доля дорогих рідкісних марок — тема багатьох творів детективного жанру.

## Цікаві факти
- У 1840-х роках у лондонській газеті «Таймс» розмістили оголошення невідомого молодика, який хотів обклеїти свою спальню гашеними марками. При цьому завдяки допомозі друзів він уже мав 16 000 штук, але цієї кількості було все-таки недостатньо.
- Марками обклеювали також краватки, капелюхи, автомобілі. У середині XX століття в США, в Балтиморі, вінчальна сукня однієї нареченої була прикрашена 30 000 чистих (негашених) марок, а в Каліфорнії якийсь пастор італійського походження 149 242 марки розклеїв на стінах і стелі двох кімнат. На стелі однією з кімнат таким чином було зображено американський прапор, в якому смуги складалися з італійських марок, а зірки — з американських двоцентових. Пастор збирав колекцію 30 років, і коштувала вона чималих грошей.
- Представник австрійської гілки Ротшильдів свого часу викупив повністю один із перших випусків афганських марок і спалив потім їх майже всі на очах у агентів найбільших марочних фірм, тим самим нажившись на продажу тих примірників, що залишилися.